# サンクタス
サンクタス（Sanctus、1960年 - 1979年）はフランス生まれの競走馬または種牡馬である。競走馬としてジョッケクルブ賞(2400m)やパリ大賞典(3000m)に優勝し、種牡馬として1972年に仏リーディングサイアーに輝いた。日本ではサッカーボーイらを輩出したディクタスやハギノトップレディを出したサンシーの父として知られている。

## 競走成績
1962年
- レゼルヴワール賞 1着
- クリテリウムドサンクルー 2着

1963年
- ラグランジュ賞	1着
- バダホス賞 1着
- リュパン賞 3着
- ジョッケクルブ賞 1着
- パリ大賞典 1着

## 主な産駒
- ディクタス (FR,1967,栗) - 1971 ジャック・ル・マロワ賞
- Stratege (GB,1968,黒鹿) - 1970 フォレ賞
- ゲイサン (FR,1969,鹿) - 1971 クリテリウムドサンクルー
- First Prayer (FR,1974,鹿) - 1979 ドーヴィル大賞
- サンシー (FR,1969,黒鹿) - 1972 ノアイユ賞、グレフュール賞、ジョッケクルブ賞2着
- Coussika (FR,1979,黒鹿 - 1981 レゼルヴワール賞
- Les Saintes Claires (FR,1974,栗) - 1977 マルレ賞
- Mamori (GER,1971,黒鹿) - 1974 独コンスルバイエフレネン
- Sainte Colline (FR,1969,黒鹿) - 1972 フランソワアンドレ賞、テュイルリー賞、ロワイヤリュー賞2着
- Chen Si (FR,1969,鹿) - 1972 マジョールフリドリン賞、エキュリー賞

## 血統表
| サンクタスの血統（ファイントップ系<タッチストン系 /Gainsborough S4×M5、Blenheim S4×M4、Bruleur S5×M5、Teddy S5×M5×M5） | サンクタスの血統（ファイントップ系<タッチストン系 /Gainsborough S4×M5、Blenheim S4×M4、Bruleur S5×M5、Teddy S5×M5×M5） | サンクタスの血統（ファイントップ系<タッチストン系 /Gainsborough S4×M5、Blenheim S4×M4、Bruleur S5×M5、Teddy S5×M5×M5） | （血統表の出典）  | （血統表の出典） |
| 父 Fine Top 1949 黒鹿毛 フランス                                                                                       | 父の父Fine Art | Artost's Proof | Gainsborough      | Gainsborough     |
| 父 Fine Top 1949 黒鹿毛 フランス                                                                                       | 父の父Fine Art | Artost's Proof | Clear Evidence    |                  |
| 父 Fine Top 1949 黒鹿毛 フランス                                                                                       | 父の父Fine Art | Finnolse | Finglas           | Finglas          |
| 父 Fine Top 1949 黒鹿毛 フランス                                                                                       | 父の父Fine Art | Finnolse | Unfortunate       |                  |
| 父 Fine Top 1949 黒鹿毛 フランス                                                                                       | 父の母Toupie | Vatellor | Vatout            | Vatout           |
| 父 Fine Top 1949 黒鹿毛 フランス                                                                                       | 父の母Toupie | Vatellor | Lady Elinor       |                  |
| 父 Fine Top 1949 黒鹿毛 フランス                                                                                       | 父の母Toupie | Tarentella | Blenheim          | Blenheim         |
| 父 Fine Top 1949 黒鹿毛 フランス                                                                                       | 父の母Toupie | Tarentella | Andalusia         |                  |
| 母 Sanelta 1954 鹿毛 フランス                                                                                          | 母の父Tourment | Tourbillon | Ksar              | Ksar             |
| 母 Sanelta 1954 鹿毛 フランス                                                                                          | 母の父Tourment | Tourbillon | Durban            |                  |
| 母 Sanelta 1954 鹿毛 フランス                                                                                          | 母の父Tourment | Fragment | Shred             | Shred            |
| 母 Sanelta 1954 鹿毛 フランス                                                                                          | 母の父Tourment | Fragment | Pearl Drop        |                  |
| 母 Sanelta 1954 鹿毛 フランス                                                                                          | 母の母Satanella | Mahmoud | Blenheim          | Blenheim         |
| 母 Sanelta 1954 鹿毛 フランス                                                                                          | 母の母Satanella | Mahmoud | Mah Mahal         |                  |
| 母 Sanelta 1954 鹿毛 フランス                                                                                          | 母の母Satanella | Avella | Epinard           | Epinard          |
| 母 Sanelta 1954 鹿毛 フランス                                                                                          | 母の母Satanella | Avella | Noor Jahan (16-a) |                  |

5代母はPlucky Liegeであり、4代母Noor Jahanは米リーディングサイアーのSir Gallahad、Bull Dogと全兄弟である。